# Femtocella
A távközlésben a femtocella (a femto SI-prefixum és a cella szó összetételéből) olyan apró, mobilhálózati bázisállomás, ami egy háztartás vagy egy kisvállalkozás igényeinek kiszolgálására alkalmas (a bázisállomás által ellátott területet is nevezik femtocellának). A mobilszolgáltató hálózatához széles sávú internetkapcsolaton (DSL vagy kábel) kapcsolódik; a jelenleg elterjedt technológia lakóingatlanban tipikusan 2–4, vállalati környezetben 8–16 aktív mobiltelefon csatlakozására van méretezve. A femtocella segítségével a mobilszolgáltató megnövelheti a szolgáltatás épületen belüli lefedettségét, főleg ahol a hálózathoz valamilyen okból csak korlátozottan lehet hozzáférni. 
Bár a legnagyobb figyelmet a WCDMA kapja, a femtocella koncepciója az összes szabványhoz kapcsolható, így létezhetnek GSM, CDMA2000, TD-SCDMA, WiMAX és LTE megoldások is.
A femtocella a hálózat üzemeltetője szempontjából a hálózati lefedettség és kapacitás növelése miatt lehet elsősorban vonzó. Ez a tőkeberuházási igényt és az üzemi költségeket egyaránt csökkentheti. Lehetőség nyílhat új szolgáltatások bevezetésére is. A felhasználók számára a nagyobb lefedettség, a potenciálisan jobb hangminőség és hosszabb akkumulátor-üzemidő jelenthet előnyt. A szolgáltatótól függően vonzóbb tarifacsomagot is ajánlhatnak nekik, pl. olcsóbb telefonálás otthonról.
A femtocella a vezetékes-mobil konvergencia (külföldön elterjedt rövidítése: FMC) egyik megjelenési formája. Míg a legtöbb FMC-architektúra új, duál üzemmódú készülékeket (handset) igényel, ami képes a wireless access pointok (vezeték nélküli hozzáférési pont) frekvenciatartományára is rácsatlakozni, a femtocella-alapú megvalósítások képesek a már létező készülékekkel együttműködni, ám egy új, a mobilszolgáltató által licencelt frekvenciaspektrumot használó hozzáférési pontot kell telepíteni hozzájuk.
Több mobilszolgáltató indított femtocellás szolgáltatásokat, köztük a Vodafone, az AT&T, a Sprint Nextel, a Verizon és a Mobile TeleSystems.
A távközlési szolgáltatókat tömörítő 3GPP csoport terminológiája a 3G femtocellákat Home Node B (HNB, magyarul otthoni „B”, azaz báziscsomópont) néven említi. A Home eNodeB (HeNB) az LTE femtocella neve.
Jellemzően a mikrocella hatósugara két kilométernél kevesebb, a pikocella 200 méter alatt van, a femtocella pedig 10 méteres nagyságrendű, bár az AT&T a 10 méter körüli hatósugárral rendelkező termékét is „microcell” néven hirdeti.

## Áttekintés és előnyök

### A működés menete
A femtocellákat a mobilszolgáltató értékesíti, otthoni vagy vállalati vásárlók részére. Az eszköz mérete körülbelül egy otthoni routerével egyezik meg, és az előfizető szélessávú vonalára csatlakozik. Léteznek integrált, DSL routert is magukba foglaló femtocellák is. A csatlakoztatás után a femtocella rácsatlakozik a mobilszolgáltatói hálózatra, és kb. 30-50 méteres körzetben extra lefedettséget biztosít (az otthoni femtocellák esetében), az addigi lefedettségtől és a leadott jel erősségétől függően (ez tipikusan 20 mW, ami az ötöde egy WiFi router sugárzásának). Felhasználói szemszögből az eszköz plug and play, nem szükséges különleges tudás a telepítéséhez vagy a használatához.
A legtöbb esetben a felhasználónak ezután be kell állítania, hogy milyen mobilszámok csatlakozhatnak a femtocellájához, általában a szolgáltató által biztosított webes felületen. Ezt elég az első alkalommal megtenni. Amikor a beállított számú mobiltelefon a femtocella hatókörébe érkezik, a makrocelláról (kültéri cella) automatikusan a femtocellára váltanak át. A legtöbb mobilszolgáltató valamilyen módon jelzi az átváltást, például más hálózatnév jelenik meg a telefon kijelzőjén. Ha a mobil elhagyja a femtocella hatósugarát, handover történik, azaz automatikusan, a szolgáltatás csorbulása nélkül átcsatlakozik a makrocella hálózatába.
A femtocellák egyedi hardvert igényelnek, ezért a felhasználó WiFi- vagy DSL-eszközét nem lehet szoftveresen femtocellára frissíteni.
A legtöbb femtocellában olyan védelmi mechanizmus van, ami adott helyre telepítés után az eszköz helyének változását jelenti a mobilszolgáltatónak. Az már az adott szolgáltató szabályzatától függ, hogy engedélyezi-e az eszköz áttelepítését. Az eszköz más országba való áthelyezése minden esetben tilos, mivel az egyes országokban különböző kiosztott frekvenciákat használhatnak a mobilszolgáltatók.

### Előnyök a felhasználók számára
A végfelhasználók számára a következők a technológia főbb előnyei:
- „Öt pálcikás” lefedettség, akkor is, ha a környezetben nagyon gyenge a mobilhálózat jelerőssége vagy egyáltalán nincs lefedettség
- Nagyobb sávszélességű mobilhálózati adatátvitel (ez az előny inkább csak akkor érvényesül, ha a felhasználók nem egyébként is a WiFi jelére csatlakoznak a femtocella telepítésének helyén)
- A szolgáltató árszabási politikájától függően, a femtocella területén egyedi, olcsóbb telefondíjak lehetnek érvényben
- A vállalati ügyfelek számára előnyös lehet, hogy a DECT (vezeték nélküli) telefonok funkcionalitását is a mobiltelefonokkal érik el, így csak egyetlen névjegyzéket kell karbantartani stb.

## Rádiós interfészek
Bár az üzletben a hangsúly az UMTS-femtocellákon van, maga az elképzelés más rádiós interfészekre is ugyanúgy alkalmazható. Valójában az első kereskedelmi felhasználás a cdma2000 Airave volt 2007-ben.
A femtocellák fejlesztés alatt állnak, vagy hozzáférhetők a GSM, TD-SCDMA, WiMAX és LTE hálózatokon is.
A HNB/HeNB funkcionalitás és interfészek alapjában megegyeznek a hagyományos HSPA vagy LTE bázisállomásokéval, néhány pluszfunkció kivételével. Ezek a különbségek egyrészt a  hozzáférés-védelemmel kapcsolatosak (az otthoni telepítés zárt, vagy a vállalati telepítés nyitott hozzáférését támogatják), másrészt az aktív előfizetők handoverjét és a tétlen előfizetők cellaválasztási műveleteit kezelik le. Az LTE hálózat esetén további funkciók kerültek megvalósításra a 3GPP Release 9-ben, amit itt foglalnak össze:

## Problémák
A femtocellák bonyolult technológiát képviselnek, számos felmerült problémát és aggályt meg kellett válaszolni alkalmazásukkal kapcsolatban.

### Interferencia
A femtocella elhelyezése kritikus hatással lehet a bővebb hatókörű hálózat teljesítményére, és ez az egyik legfontosabb kérdés a sikeres telepítés szempontjából. Mivel a femtocellák és a hagyományos mobilhálózatok ugyanazokat a frekvenciasávokat használják, a kezdetekben felmerültek olyan aggályok, hogy a femtocellák a helyzet javítása helyett új problémákat okozhatnak.
A helyzet további elemzése után, és ahogy egyre több hálózatüzemeltető telepített femtocellákat, nyilvánvalóvá vált, hogy a femtocellákat az interferencia hatását csökkentő technológiákkal ellátva (makrocellák észlelése, a kimenő teljesítmény és a rejtjelező kód megfelelő módosítása), az említett problémák nem feltétlenül lépnek fel.
Ezidáig a legtöbb telepítés külön csatornát használt a femto- és a makrocella részére, de egyre gyakoribb a megosztott csatornahasználat is, és eddig nem merültek fel problémák. Megjegyzendő, hogy a legtöbb tesztelést végző szolgáltatók a legbiztosabbak abban, hogy a jelenleg használt interferenciacsökkentő technikák alkalmasak a nagy teljesítményű, kereskedelmi színvonalú szolgáltatás nyújtására.

### Törvényes lehallgatás
Ahogy más nyilvános kommunikációs rendszereken, a hozzáférési pontként használt bázisállomásokon is a legtöbb országban lehetővé kell tenni a törvényes lehallgatást.

### Az eszközök elhelyezkedése
Egy másik, a törvényi szabályozással kapcsolatos probléma, hogy sok országban a hálózati szolgáltatónak pontosan meg kell tudnia mutatni, hol helyezkednek el a bázisállomásai; az USA-ban az E911 vészhívó esetében is megkövetelik a hálózati eszközök helyének regisztrációját. Az otthoni célra eladott bázisállomásokkal ez problémákat vethet fel; a vásárló például megpróbálhatja magával vinni a bázisállomást olyan országba, ahol az nincs licencelve. Egyes szolgáltatók GPS-nyomkövetéssel próbálják ezt megakadályozni; ez azonban nem feltétlenül sikeres, hiszen épületen belül gyenge a GPS-jel erőssége.

## Fordítás
- Ez a szócikk részben vagy egészben a Femtocell című angol Wikipédia-szócikk ezen változatának fordításán alapul.  Az eredeti cikk szerkesztőit annak laptörténete sorolja fel. Ez a jelzés csupán a megfogalmazás eredetét és a szerzői jogokat jelzi, nem szolgál a cikkben szereplő információk forrásmegjelöléseként.

## Külső hivatkozások
- HwSw: Wi-Fi helyett 3G: robbanás előtt a femtocellák elterjedése?
- HwSw: Mindenhová bázisállomásokat rakatna a Vodafone